# 新宿天鵝
《新宿天鵝》（日语：新宿スワン）是一部2015年日本喜劇電影，由園子溫執導，改編自和久井健的日本漫畫《新宿天鵝》。本片於2015年5月30日在日本上映。

## 演員
- 綾野剛 飾 白鳥龍彥
- 山田孝之 飾 南秀吉
- 澤尻英龍華 飾 Ageha
- 伊勢谷友介 飾 真虎
- 村上淳（日语：村上淳） 飾 時正
- 真野惠里菜
- 安田顯
- 豐原功補 飾 山城神
- 深水元基 飾 関玄介
- 山田優 飾 涼子
- 金子統昭 飾 葉山豊
- 久保田悠來 飾 洋介
- 吉田鋼太郎 飾 天野修善

## 續集
園子溫執導了本片的續集《新宿天鵝2：橫濱暴走》，於2017年1月21日在日本上映。

## 外部連結
- 互联网电影数据库（IMDb）上《新宿天鵝》的资料（英文）